# Џајпур
Џајпур (хин. जयपुर) је главни град индијске државе Раџастан. Према подацима из 2011, град има популацију од 3,1 милиона, што га чини десетим градом по величини у земљи. Џајпур је такође познат као Рози град, због доминантне боје његових зграда. Џајпур је удаљен 268 km (167 miles) од индијске престонице Њу Делхија.
Џајпур је 1727. основао Савај Џеј Синг, качвахски владар Амера, по коме је град и добио име. То је један од најранијих планираних градова модерне Индије, који је дизајнирао Видјадар Батачарија. Током британског колонијалног периода, град је служио као главни град државе Џајпур. Након индијске независности 1947. године, Џајпур је 1949. године постао главни град новоформиране државе Раџастан.
Џајпур је популарна туристичка дестинација у Индији, која чини део туристичког круга западног Златног троугла заједно са Делхијем и Агром. Град служи као капија за друге туристичке дестинације у Раџастану као што су Јодпур, Џејсалмер, Биканер, Удајпур, Кота, планина Абу и има два места светске баштине, тврђава Амер и Јанти Мандра. Дана 6. јула 2019, град је стављен на листу градова светске баштине.

## Географија

### Топографија
Џајпур се налази у североисточном делу Раџастана и покрива укупну површину од 467 km2 (180 sq mi). Град је окружен плодним алувијалним равницама на истоку и југу и брдским ланцима и пустињским областима на северу и западу. Џајпур се углавном спушта са севера на југ, а затим на југоисток. Град је окружен брдима Нахаргар на северу и Џалана на истоку, која су део ланца Аравали.
Река Дравјавати је примарни дренажни канал који се до 2014. године дегенерисао у ток непречишћене канализације. Да би се решио овај проблем, Џајпурски развојни орган (JDA) је 2015. године израдио план за опоравак реке. Сегмент дуг 13 km (8,1 mi) обале Дравјаватија укупне дужне 475 km (295 mi) отворен је након обнове 2018. године, а преостали део пројекта је завршен 2022. године.

### Клима
Џајпур има топлу полусушну климу (Bsh) према Кепеновој класификацији клима. Годишње добија преко 63 cm кишних падавина. Међутим, већина кише пада у монсунским месецима између јуна и септембра. Температуре остају релативно високе током лета од априла до почетка јула са просечном дневном температуром од око 27,6 °C (81,7 °F). Током монсуна, честе су обилне кише и олује, мада поплаве нису честе. Зимски месеци од новембра до фебруара су благи и пријатни, са просечном температуром од 18 °C (64 °F) и са високом влажношћу, али са повременим хладним таласима. Џајпур, као и многи други велики градови у свету, представља значајну урбану топлотну острвску зону са околним руралним температурама које повремено падају испод нуле током зима.
| Клима Џајпура (Аеродром Џајпур) 1981–2010, екстреми 1952–2012 | Клима Џајпура (Аеродром Џајпур) 1981–2010, екстреми 1952–2012 | Клима Џајпура (Аеродром Џајпур) 1981–2010, екстреми 1952–2012 | Клима Џајпура (Аеродром Џајпур) 1981–2010, екстреми 1952–2012 | Клима Џајпура (Аеродром Џајпур) 1981–2010, екстреми 1952–2012 | Клима Џајпура (Аеродром Џајпур) 1981–2010, екстреми 1952–2012 | Клима Џајпура (Аеродром Џајпур) 1981–2010, екстреми 1952–2012 | Клима Џајпура (Аеродром Џајпур) 1981–2010, екстреми 1952–2012 | Клима Џајпура (Аеродром Џајпур) 1981–2010, екстреми 1952–2012 | Клима Џајпура (Аеродром Џајпур) 1981–2010, екстреми 1952–2012 | Клима Џајпура (Аеродром Џајпур) 1981–2010, екстреми 1952–2012 | Клима Џајпура (Аеродром Џајпур) 1981–2010, екстреми 1952–2012 | Клима Џајпура (Аеродром Џајпур) 1981–2010, екстреми 1952–2012 | Клима Џајпура (Аеродром Џајпур) 1981–2010, екстреми 1952–2012 |
| Показатељ \ Месец                                             | .Јан.                                                         | .Феб.                                                         | .Мар.                                                         | .Апр.                                                         | .Мај.                                                         | .Јун.                                                         | .Јул.                                                         | .Авг.                                                         | .Сеп.                                                         | .Окт.                                                         | .Нов.                                                         | .Дец.                                                         | .Год.                                                         |
| ------------------------------------------------------------- | ------------------------------------------------------------- | ------------------------------------------------------------- | ------------------------------------------------------------- | ------------------------------------------------------------- | ------------------------------------------------------------- | ------------------------------------------------------------- | ------------------------------------------------------------- | ------------------------------------------------------------- | ------------------------------------------------------------- | ------------------------------------------------------------- | ------------------------------------------------------------- | ------------------------------------------------------------- | ------------------------------------------------------------- |
| Апсолутни максимум, °C (°F)                                   | 31,7 (89,1)                                                   | 36,7 (98,1)                                                   | 42,8 (109)                                                    | 44,9 (112,8)                                                  | 49,0 (120,2)                                                  | 47,2 (117)                                                    | 46,7 (116,1)                                                  | 41,7 (107,1)                                                  | 41,7 (107,1)                                                  | 40,0 (104)                                                    | 36,4 (97,5)                                                   | 32,0 (89,6)                                                   | 49,0 (120,2)                                                  |
| Средњи максимум, °C (°F)                                      | 27,2 (81)                                                     | 31,4 (88,5)                                                   | 37,1 (98,8)                                                   | 41,9 (107,4)                                                  | 44,3 (111,7)                                                  | 43,7 (110,7)                                                  | 39,4 (102,9)                                                  | 36,1 (97)                                                     | 37,5 (99,5)                                                   | 36,9 (98,4)                                                   | 33,1 (91,6)                                                   | 28,3 (82,9)                                                   | 44,8 (112,6)                                                  |
| Максимум, °C (°F)                                             | 22,6 (72,7)                                                   | 25,7 (78,3)                                                   | 31,6 (88,9)                                                   | 37,4 (99,3)                                                   | 40,7 (105,3)                                                  | 39,6 (103,3)                                                  | 34,6 (94,3)                                                   | 32,7 (90,9)                                                   | 34,2 (93,6)                                                   | 33,8 (92,8)                                                   | 29,3 (84,7)                                                   | 24,5 (76,1)                                                   | 32,2 (90)                                                     |
| Минимум, °C (°F)                                              | 8,6 (47,5)                                                    | 11,4 (52,5)                                                   | 16,8 (62,2)                                                   | 22,2 (72)                                                     | 26,5 (79,7)                                                   | 27,7 (81,9)                                                   | 26,1 (79)                                                     | 24,8 (76,6)                                                   | 23,6 (74,5)                                                   | 19,6 (67,3)                                                   | 14,0 (57,2)                                                   | 9,5 (49,1)                                                    | 19,2 (66,6)                                                   |
| Средњи минимум, °C (°F)                                       | 3,8 (38,8)                                                    | 6,1 (43)                                                      | 11,3 (52,3)                                                   | 16,7 (62,1)                                                   | 20,9 (69,6)                                                   | 22,2 (72)                                                     | 23,1 (73,6)                                                   | 22,3 (72,1)                                                   | 20,8 (69,4)                                                   | 15,2 (59,4)                                                   | 9,1 (48,4)                                                    | 4,8 (40,6)                                                    | 3,5 (38,3)                                                    |
| Апсолутни минимум, °C (°F)                                    | −2,2 (28)                                                     | −2,2 (28)                                                     | 3,3 (37,9)                                                    | 9,4 (48,9)                                                    | 15,6 (60,1)                                                   | 18,4 (65,1)                                                   | 20,6 (69,1)                                                   | 18,9 (66)                                                     | 15,0 (59)                                                     | 11,1 (52)                                                     | 3,3 (37,9)                                                    | 0,0 (32)                                                      | −2,2 (28)                                                     |
| Количина кише, mm (in)                                        | 5,5 (0,217)                                                   | 4,9 (0,193)                                                   | 4,2 (0,165)                                                   | 8,2 (0,323)                                                   | 18,7 (0,736)                                                  | 68,8 (2,709)                                                  | 220,8 (8,693)                                                 | 194,8 (7,669)                                                 | 71,4 (2,811)                                                  | 20,1 (0,791)                                                  | 5,3 (0,209)                                                   | 3,8 (0,15)                                                    | 626,5 (24,665)                                                |
| Дани са кишом                                                 | 0,6                                                           | 0,9                                                           | 0,7                                                           | 0,9                                                           | 1,3                                                           | 4,2                                                           | 9,8                                                           | 9,4                                                           | 4,8                                                           | 1,2                                                           | 0,2                                                           | 0,3                                                           | 34,3                                                          |
| Релативна влажност, % (у 17:30 IST ч.)                        | 37                                                            | 29                                                            | 21                                                            | 17                                                            | 19                                                            | 33                                                            | 60                                                            | 67                                                            | 50                                                            | 31                                                            | 34                                                            | 39                                                            | 36                                                            |
| UV индекс                                                     | 5                                                             | 7                                                             | 9                                                             | 11                                                            | 12                                                            | 12                                                            | 12                                                            | 12                                                            | 10                                                            | 8                                                             | 6                                                             | 5                                                             | 9,1                                                           |
| Извор #1:                                                     |                                                               |                                                               |                                                               |                                                               |                                                               |                                                               |                                                               |                                                               |                                                               |                                                               |                                                               |                                                               |                                                               |
| Извор #2: Weather Atlas                                       |                                                               |                                                               |                                                               |                                                               |                                                               |                                                               |                                                               |                                                               |                                                               |                                                               |                                                               |                                                               |                                                               |

## Историја
Град је основао 1728. махараџа Џај Синг II, владар Амбера. Налазио се у Џајпур држави, која је основана много раније око 1128. Главни град државе је био Дауса, па Рамгарт, Амбер, да би на крају био Џајпур. Међу урбанистима се сматра једним од најбоље планираних градова. Док је већина градова тога доба грађена хаотично, махараџа се придржавао принципа хинду теорије архитектуре. Град је грађен са широким улицама. Био је подељен у шест четврти. Четврти су даље биле раздељене правилном мрежом улица. Комплекс палата заузимао је читаву једну четврт, где се налази Хава Махал или палата ветрова, вртови, мало језеро.
Током британске власти, Џајпур је био главни град Џајпур државе, која је постојала од 12. века до индијске независности 1947. Град се развијао у 19. веку тако да је 1900. имао око 160.000 становника. Главне индустрије су биле обрада метала и мермера које су настале захваљујући уметничкој школи. Џајпур је постао главни град индијске државе Раџастан.

## Становништво
| 1991.     | 2001.     | 2011.     |
| --------- | --------- | --------- |
| 1.518.235 | 2.322.575 | 3.073.350 |

| Религија у граду Џајпур (2011)‍ | Религија у граду Џајпур (2011)‍ | Религија у граду Џајпур (2011)‍ | Религија у граду Џајпур (2011)‍ | Религија у граду Џајпур (2011)‍ |
| ------------------------------ | ------------------------------ | ------------------------------ | ------------------------------ | ------------------------------ |
| Религија                       |                                |                                | Проценат(%)                    |                                |
| Хиндуизам                      | Хиндуизам                      |                                | 77,9                           | 0%                             |
| Ислам                          | Ислам                          |                                | 18,6                           | 0%                             |
| Ђаинизам                       | Ђаинизам                       |                                | 2,4                            | 0%                             |
| Друго                          | Друго                          |                                | 1,2                            | 0%                             |

Према пописним подацима из 2011. године, број становника града Џајпура је 3.073.350. Свеукупна стопа писмености града је 84,34%. 90,61% мушкараца и 77,41% жена су писмени. Однос полова је 898 жена на 1.000 мушкараца. Однос броја девојчица према броју дечака у узрасту до 6 година износи 854:1000. Према попису из 2011, Хиндуси чине већинску религиозну групу са 77,9% градске популације, чему следе Муслимани (18,6%), Ђаини (2,4%) и други (1,2%).

## Привреда
Џајпур је центар и модерне и традиционалне индустрије. У граду је развијена прерада пластичних маса и текстилна индустрија. Традиционална индустрија прављења украса значајна је за извоз. Извозе се накити, обрађено драго камење, мермерни кипови, занатски производи, вунени и свилени ћилими, ручни текстилни производи.

### Туристичке знаменитости
- Хава Махал или палата ветрова представља једну од најпознатијих туристичких атракција Џајпура
- Нахаргар тврђава налази се на брдима на северозападном делу старог града
- Амбер палата или Амбер тврђава, оригинално је саграђена као палата. Једно је од најпознатијих туристичких одредишта. Чувена је по мешавини хинду и исламске архитектуре
- Џајгар тврђава се налази на брду изнад Амбер палате. Има огромну колекцију средњовековних топова, од којих се један сматра највећим топом на свету на точковима
- Џал Махал се налази усред језера, које зна и пресушити
- Џантар Мантар -опсерваторија од Џај Синга

## Партнерски градови
- Калгари
- Фримонт
- Додома
- Порт Луј
- Лагос